# Cihuacoatl
Cihuacoatl (« femme serpent », en nahuatl) est dans la mythologie aztèque une des déesses de la maternité et de la fertilité. C'est aussi devenu dans l'empire aztèque un titre correspondant à une espèce de vice-roi.

## Divinité
Cihuacoatl était la déesse des sages-femmes et, par association, des bains de vapeur. Elle est aussi la mère de Mixcoatl, qu'elle abandonna à un carrefour. La tradition veut qu'elle retourne à ces endroits pour pleurer son fils perdu, et qu'elle y trouve un couteau de sacrifice. Bien qu'elle soit souvent représentée comme une jeune femme, semblable à Xochiquetzal, elle est souvent montrée comme une vieille femme au visage en tête de mort, portant la lance et le bouclier des guerriers. L'accouchement était souvent comparé à la guerre et les femmes mortes en couches honorées comme des combattants. Leur esprit, les Cihuateteo, sont dépeints avec des crânes de mort comme Cihuacoatl. On pensait que comme elle, ces esprits hantaient les carrefours de nuit pour voler les enfants.
Dans le mythe de la création des hommes, tel qu'il est rapporté dans la «Légende des soleils», c'est Cihuacoatl qui est chargée de moudre les os que Quetzalcóatl a ramené du Mictlan pour créer une nouvelle race humaine. Ensuite Quetzalcoatl fait couler dessus le sang de son sexe.

## Fonction dans l'empire aztèque
Parmi les Aztèques, Cihuacoatl est aussi le titre donné au vice-roi de Tenochtitlán qui était chargé des affaires quotidiennes de la capitale. Tlacaelel servit comme Cihuacoatl sous quatre rois aztèques (tlatoanis) au XVe siècle. En tant que Cihuacoatl, il conseillait le tlatoani et avait la responsabilité des sacrifices militaires et publics[réf. nécessaire].
LLorona :
D'après un mythe mexicain, Cihuacoalt réapparaitrait dans les rues de Tenochtitlan les nuits de pleine lune en tant que fantôme appelé la Llorona. Habillée de blanc et portant un voile pour cacher son visage, elle déambulerait dans les rues et effrayerait les habitants de la ville endormis en pleurant. Peu d'habitants osent l'approcher mais ceux qui en avait le courage apprennent des révélations effrayantes ou meurent dans d'atroces souffrances.
Cette légende a plusieurs versions, mais celle-ci est l'originale et effraie encore les habitants du Mexique -certains disent même l'avoir aperçue près d'une rivière.